# San Prisco
San Prisco – miejscowość i gmina we Włoszech, w regionie Kampania, w prowincji Caserta.
Według danych na rok 2004 gminę zamieszkiwało 10 010 osób, 1430 os./km².